# Football League Second Division
Die Football League Second Division war von 1892 bis 1992 die zweithöchste Spielklasse im englischen Fußball. Danach wurde sie von der First Division abgelöst und wurde unter dem gleichen Namen zur dritten Liga.
Mit Beginn der Saison 2004/05 wurde die Football League Championship als Nachfolgeklasse der First Division eingeführt, was zur Folge hatte, dass zunächst die First Division unter dem offiziellen Namen Football League One zur neuen dritthöchsten Klasse des englischen Fußballs abgestuft wurde. Darunter wurde dann die Second Division unter der Bezeichnung Football League Two zur neuen vierten Liga Englands.

## Übersicht
Am Ende jeder Saison stiegen die beiden in der Tabelle höchstplatzierten Vereine mit dem Gewinner der Play-offs, ermittelt zwischen den Vereinen, die die Saison zwischen dem dritten und sechsten Platz abgeschlossen hatten, in die First Division auf. Sie wurden durch die drei in der First Division am Tabellenende platzierten Vereine ersetzt. Die Vereine, die zum Abschluss in der Second Division die vier letzten Plätze belegt haben, stiegen nach dem gleichen Prinzip in die Third Division ab und wurden von den drei Gewinnern der Third Division und dem Play-off-Gewinner ersetzt.
Die Second Division wurde im Jahr 1892 mit zwölf Vereinen gegründet. Bis zum Jahr 1988 wurde die Anzahl sukzessive auf 24 Vereine aufgestockt, wobei in folgenden Stufen erweitert wurde:
- 1893: 15 Vereine
- 1894: 16 Vereine
- 1898: 18 Vereine
- 1905: 20 Vereine
- 1919: 22 Vereine
- 1987: 23 Vereine
- 1988: 24 Vereine

In den ersten Jahren stiegen die besten Vereine der Second Division nicht automatisch in die darüberliegende First Division auf. Sie mussten in der Regel gegen die schwächsten Vereine aus der First Division eine Reihe von Testspielen absolvieren, wobei zum Beispiel Small Heath (als Vorgängerverein von Birmingham City) als amtierender Meister der Second Division im Jahr 1893 der Aufstieg nach Niederlagen gegen Newton Heath (später Manchester United) verweigert wurde.

## Gewinner der Football League Second Division
Sieger des alten Second Division-Formats (1893–1992)
jetzt: EFL Championship
| Jahr                                            | Sieger                  |
| ----------------------------------------------- | ----------------------- |
| 1893                                            | Birmingham City         |
| 1894                                            | FC Liverpool            |
| 1895                                            | FC Bury                 |
| 1896                                            | FC Liverpool            |
| 1897                                            | Notts County            |
| 1898                                            | FC Burnley              |
| 1899                                            | Manchester City         |
| 1900                                            | Sheffield Wednesday     |
| 1901                                            | Grimsby Town            |
| 1902                                            | West Bromwich Albion    |
| 1903                                            | Manchester City         |
| 1904                                            | Preston North End       |
| 1905                                            | FC Liverpool            |
| 1906                                            | Bristol City            |
| 1907                                            | Nottingham Forest       |
| 1908                                            | Oldham Athletic         |
| 1909                                            | Bolton Wanderers        |
| 1910                                            | Manchester City         |
| 1911                                            | West Bromwich Albion    |
| 1912                                            | Derby County            |
| 1913                                            | Preston North End       |
| 1914                                            | Notts County            |
| 1915                                            | Derby County            |
| 1916–19 • kein Spielbetrieb • Erster Weltkrieg  |                         |
| 1920                                            | Tottenham Hotspur       |
| 1921                                            | Birmingham City         |
| 1922                                            | Nottingham Forest       |
| 1923                                            | Notts County            |
| 1924                                            | Leeds United            |
| 1925                                            | Leicester City          |
| 1926                                            | Sheffield Wednesday     |
| 1927                                            | FC Middlesbrough        |
| 1928                                            | Manchester City         |
| 1929                                            | FC Middlesbrough        |
| 1930                                            | FC Blackpool            |
| 1931                                            | FC Everton              |
| 1932                                            | Wolverhampton Wanderers |
| 1933                                            | Stoke City              |
| 1934                                            | Grimsby Town            |
| 1935                                            | FC Brentford            |
| 1936                                            | Manchester United       |
| 1937                                            | Leicester City          |
| 1938                                            | Aston Villa             |
| 1939                                            | Blackburn Rovers        |
| 1940–46 • kein Spielbetrieb • Zweiter Weltkrieg |                         |
| 1947                                            | Manchester City         |

| Jahr | Sieger                  |
| ---- | ----------------------- |
| 1948 | Birmingham City         |
| 1949 | FC Fulham               |
| 1950 | Tottenham Hotspur       |
| 1951 | Preston North End       |
| 1952 | Sheffield Wednesday     |
| 1953 | Sheffield United        |
| 1954 | Leicester City          |
| 1955 | Birmingham City         |
| 1956 | Sheffield Wednesday     |
| 1957 | Leicester City          |
| 1958 | West Ham United         |
| 1959 | Sheffield Wednesday     |
| 1960 | Aston Villa             |
| 1961 | Ipswich Town            |
| 1962 | FC Liverpool            |
| 1963 | Stoke City              |
| 1964 | Leeds United            |
| 1965 | Newcastle United        |
| 1966 | Manchester City         |
| 1967 | Coventry City           |
| 1968 | Ipswich Town            |
| 1969 | Derby County            |
| 1970 | Huddersfield Town       |
| 1971 | Leicester City          |
| 1972 | Norwich City            |
| 1973 | FC Burnley              |
| 1974 | FC Middlesbrough        |
| 1975 | Manchester United       |
| 1976 | AFC Sunderland          |
| 1977 | Wolverhampton Wanderers |
| 1978 | Bolton Wanderers        |
| 1979 | Crystal Palace          |
| 1980 | Leicester City          |
| 1981 | West Ham United         |
| 1982 | Luton Town              |
| 1983 | Queens Park Rangers     |
| 1984 | FC Chelsea              |
| 1985 | Oxford United           |
| 1986 | Norwich City            |
| 1987 | Derby County            |
| 1988 | FC Millwall             |
| 1989 | FC Chelsea              |
| 1990 | Leeds United            |
| 1991 | Oldham Athletic         |
| 1992 | Ipswich Town            |

Sieger des neuen Second Division-Formats (1993–2004)
jetzt: EFL League One
| Jahr | Sieger                 |
| ---- | ---------------------- |
| 1993 | Stoke City             |
| 1994 | FC Reading             |
| 1995 | Birmingham City        |
| 1996 | Swindon Town           |
| 1997 | FC Bury                |
| 1998 | FC Watford             |
| 1999 | FC Fulham              |
| 2000 | Preston North End      |
| 2001 | FC Millwall            |
| 2002 | Brighton & Hove Albion |
| 2003 | Wigan Athletic         |
| 2004 | Plymouth Argyle        |